# 33e méridien ouest
En géographie, le 33e méridien ouest est le méridien joignant les points de la surface de la Terre dont la longitude est égale à 33° ouest.

## Géographie

### Dimensions
Comme tous les autres méridiens, la longueur du 33e méridien correspond à une demi-circonférence terrestre, soit 20 003,932 km. Au niveau de l'équateur, il est distant du méridien de Greenwich de 3 674 km,.
Avec le 147e méridien est, il forme un grand cercle passant par les pôles géographiques terrestres.

### Régions traversées
En commençant par le pôle Nord et descendant vers le sud au pôle Sud, Le 33e méridien ouest passe par:
| Coordonnées          | Pays, territoire ou mer | Notes |
| -------------------- | ----------------------- | --- |
| 90° 00′ N, 33° 00′ O | Océan Arctique          | |
| 83° 37′ N, 33° 00′ O | Groenland               | |
| 67° 41′ N, 33° 00′ O | Océan Atlantique        | |
| 60° 00′ S, 33° 00′ O | Océan Austral           | |
| 77° 08′ S, 33° 00′ O | Antarctique             | Liste des territoires à la fois par l' Argentine (Antarctique argentin) et le Royaume-Uni (Territoire antarctique britannique) |